# Bój pod Sarnami

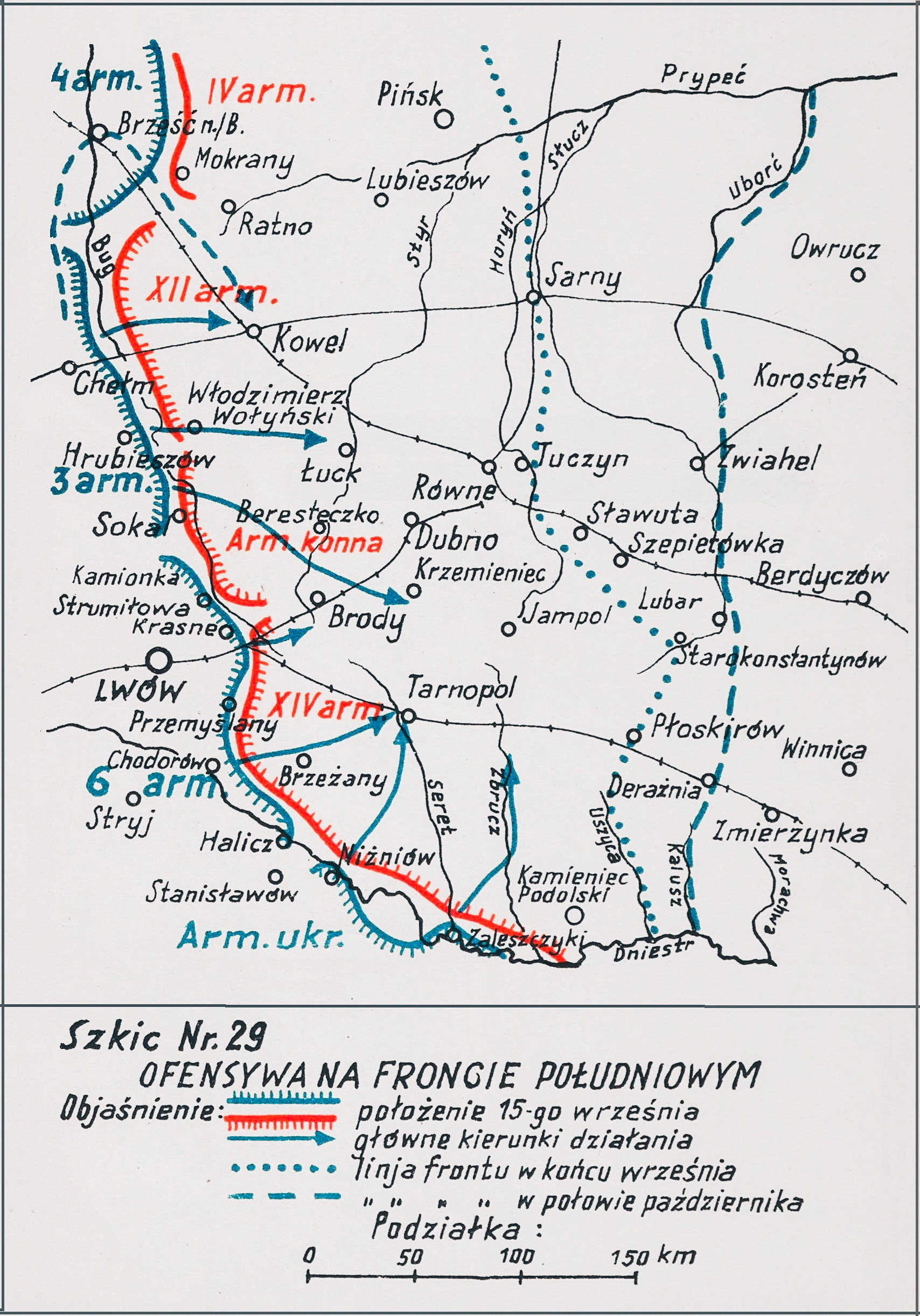
Adam Przybylski
Wojna Polska 1918–1921

Bój pod Sarnami – część wielkiej bitwy wołyńsko-podolskiej; walki polskiego 25 pułku piechoty mjr. Józefa Jaklicza z jednostkami Armii Czerwonej w czasie ofensywy jesiennej wojsk polskich w okresie wojny polsko-bolszewickiej.

## Geneza
Realizując w drugiej połowie sierpnia 1920 operację warszawską, wojska polskie powstrzymały armie Frontu Zachodniego Michaiła Tuchaczewskiego. 1 Armia gen. Franciszka Latinika zatrzymała sowieckie natarcie na przedmościu warszawskim, 5 Armia gen. Władysława Sikorskiego podjęła działania ofensywne nad Wkrą, a ostateczny cios sowieckim armiom zadał marszałek Józef Piłsudski, wyprowadzając uderzenie znad Wieprza. Zmieniło to radykalnie losy wojny. Od tego momentu Wojsko Polskie było w permanentnej ofensywie.
Reorganizując siły, Naczelne Dowództwo Wojska Polskiego zlikwidowało dowództwa frontów i rozformowało 1. i 5. Armię. Na froncie przeciwsowieckim rozwinięte zostały 2., 3., 4. i 6. Armia.
Gdy na północy rozgrywała się wielka bitwa nad Wisłą, na południu 3. i 6 Armia prowadziły w dalszym ciągu ciężkie walki w obronie Lwowa, nad Bugiem i Gniłą Lipą.
2 września, jeszcze w czasie walk pod Zamościem, Naczelne Dowództwo Wojska Polskiego zdecydowało, iż 3. i 6 Armia, po stosownym przegrupowaniu, około 10 września podejmą większą akcję zaczepną w kierunku wschodnim celem „nie tylko odrzucenia nieprzyjaciela poza granice Małopolski, lecz także rozbicia i zdezorganizowania jego sił tak, aby później można było utrzymać front przy użyciu słabych sił własnych”. 3 Armia gen. Władysława Sikorskiego przystąpiła do działań 10 września. Wstępnym etapem był zagon grupy motorowej mjr. Włodzimierza Bochenka wyprowadzony z Włodawy, który przeprawił się przez Bug i następnego dnia opanował Kowel. Za nim ruszyło natarcie sił głównych armii, w tym jej grupa manewrowa – Korpus Jazdy gen. Juliusza Rómmla.

## Walczące wojska
| Jednostka                          | Dowódca                      | Podporządkowanie   |
| Wojsko Polskie                     |                              |                    |
| dowództwo 7 Dywizji Piechoty       | gen. Karol Schubert          | 6 Armia            |
| ⇒XIII Brygada Piechoty             | płk Józef Olszyna-Wilczyński | 7 Dywizja Piechoty |
| → 25 pułk piechoty                 | mjr Józef Jaklicz            | 7 Dywizja Piechoty |
| → 2 i 3/ 7 pułku artylerii polowej |                              | 7 Dywizja Piechoty |
| Armia Czerwona                     |                              |                    |
| Jednostki Armii Czerwonej          |                              |                    |

## Walki pod Sarnami
Podczas wrześniowej ofensywy wojsk polskich, XIII Brygada Piechoty 25 września dotarła do Horynia. Tutaj dowódca 25 pułku piechoty mjr Józef Jaklicz otrzymał rozkaz zdobycia Sarn, ważnego węzła kolejowego na Polesiu.
Aby wykonać powierzone zadanie, dowódca pułku skierował III batalion mjr. Bogaczewicza do Treskiń, a II batalion kpt. Żołędziowskiego do Rzeczycy, z rozkazem sforsowania za wszelką cenę Horynia. W ciągu nocy z 25 na 26 września przydzielone do batalionów plutony kompanii technicznej rzuciły przez rzekę wąskie kładki.
Nad ranem obydwa bataliony, wsparte ogniem karabinów maszynowych oraz ogniem 2 i 3 baterii 7 pułku artylerii polowej, jednocześnie rozpoczęły przeprawę i zdobyły pod Remczycą przyczółek. Saperzy przystąpili natychmiast do budowy pełnowymiarowego mostu. 26 września przeciwnik bezskutecznie próbował zlikwidować przyczółek i zniszczyć budowany most. W dniu następnym gotowym już mostem przeszły przez Horyń pozostałe pododdziały 25 pułku piechoty, artyleria i tabory. Pułk był gotowy do natarcia na Sarny.
Dowódca pułku utworzył następujące ugrupowanie bojowe: dwie kompanie pod wspólnym dowództwem kpt. Władysława Ptasznika maszerowały z Bereźnicy na Strzelsk, a po opanowaniu tej miejscowości miały skręcić na południe i zaatakować miasto od północy; I batalion ruszył z Treskini na Tułowicze i Białatycze, z zadaniem uderzenia od zachodu, a główne siły pułku z artylerią maszerowały na Sarny przez Bereźnicę – Regnówkę.
Każda z kolumn w drodze na linie wyjściowe do natarcia prowadziła ciężkie walki z oddziałami Armii Czerwonej. Dowództwu sowieckiemu zależało na uzyskaniu czasu niezbędnego do ewakuacji nagromadzonych w Sarnach zapasów i taboru kolejowego. Po drodze zdobyto Strzelsk, Tułowicze i Białatycze. 28 września trzy kolumny pułku dotarły pod Sarny i około 19.00 rozpoczęły koncentryczne natarcie na miasto, a po dwóch godzinach opanowały je.
Komunikat prasowy polskiego Sztabu Generalnego z 29 września 1920 donosił: na południe od Prypeci został opanowany przez oddziały nasze po ostrej walce węzeł kolejowy Sarny.

## Bilans walk
W Sarnach zdobyto kilka załadowanych zapasami pociągów. Zwycięska bitwę 25 pułk piechoty okupił stratą 20 poległych i 43 rannych. Zginął między innymi ppor. Józef Wiewiórski. 28 września 1920 pochowano poległych na cmentarzu w Bereźnicy i Sarnach.
Rocznica bitwy pod Sarnami była obchodzona w 25 pułku piechoty jako dzień święta pułkowego.